# Jan van Logteren

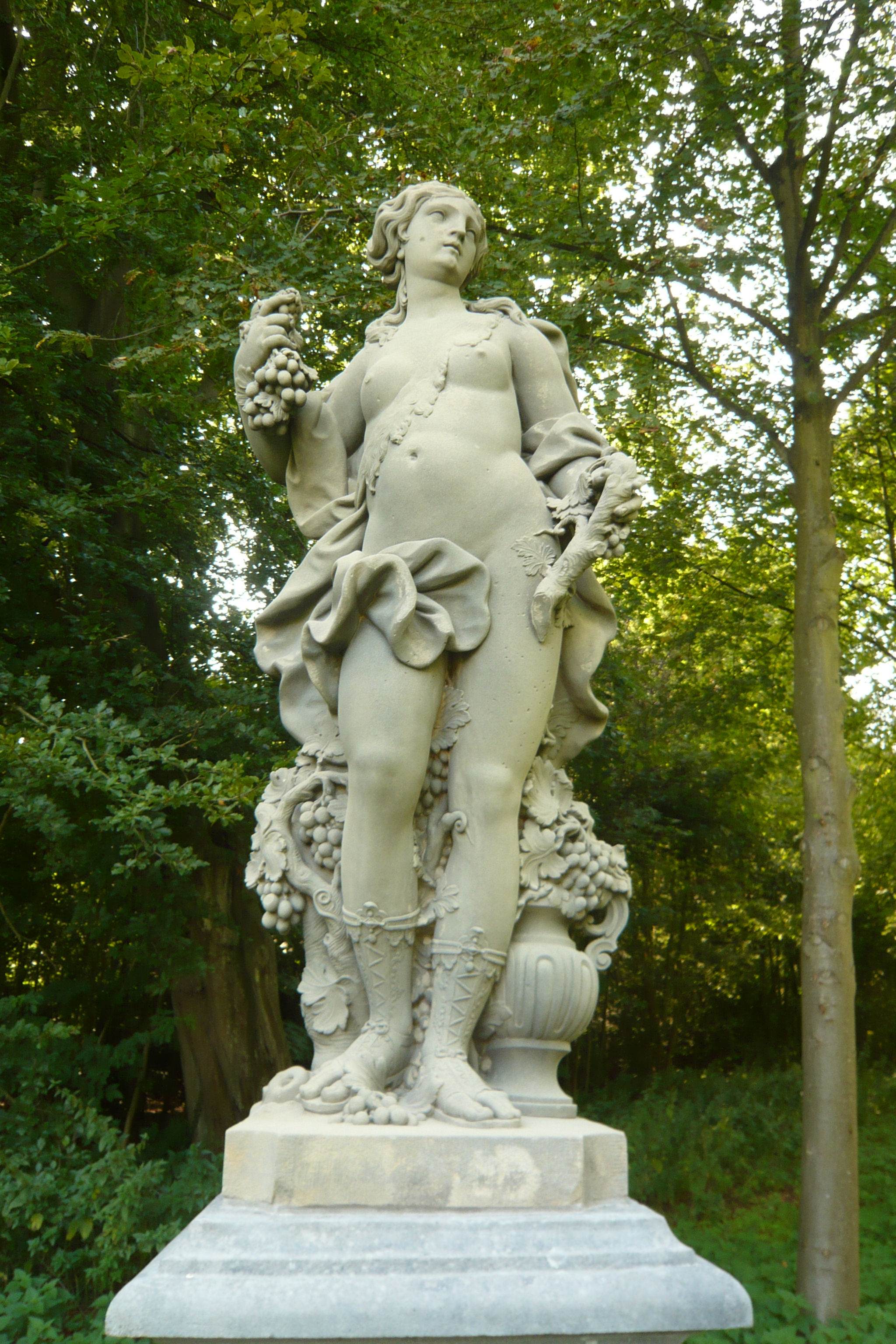
Ariadne bij het Huis te Manpad.

Jan van Logteren (Amsterdam 8 maart 1709 - 1745) was een Nederlands beeldhouwer en sierstucwerker.

## Leven en werk

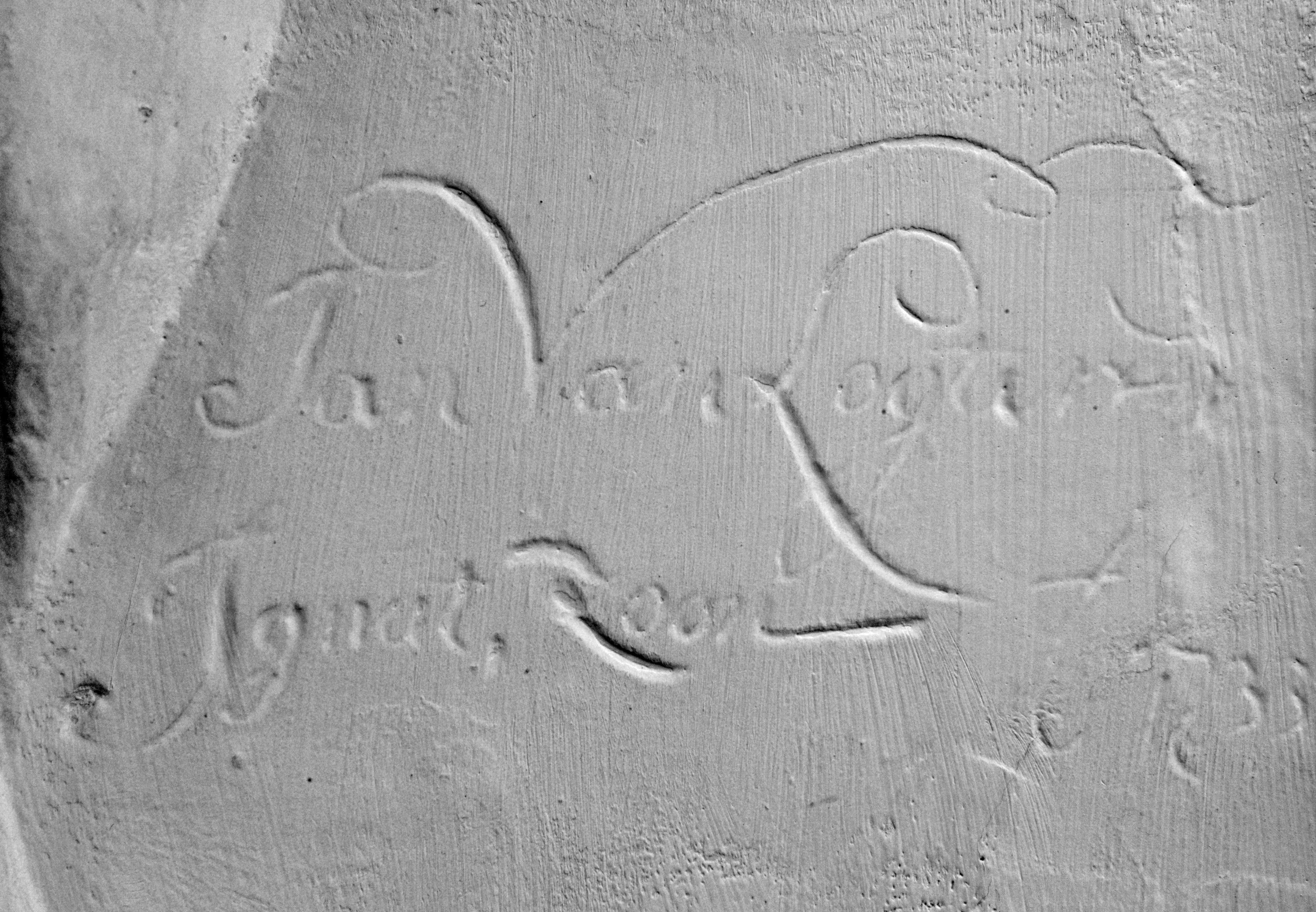
Signatuur

Van Logteren leerde het beeldhouwen van zijn vader, de beeldhouwer en architect Ignatius van Logteren. Bewaard gebleven werken van hem zijn onder andere Bacchus en Ariadne (1734) bij het Huis te Manpad in Heemstede en de orgelkast van het Müllerorgel in de Grote of Sint-Bavokerk te Haarlem. Ook maakte hij in 1727 postuum een terracotta beeld ten voeten uit van Johan Maurits van Nassau-Siegen dat bewaard wordt in het Mauritshuis in Den Haag.

## Afbeeldingen

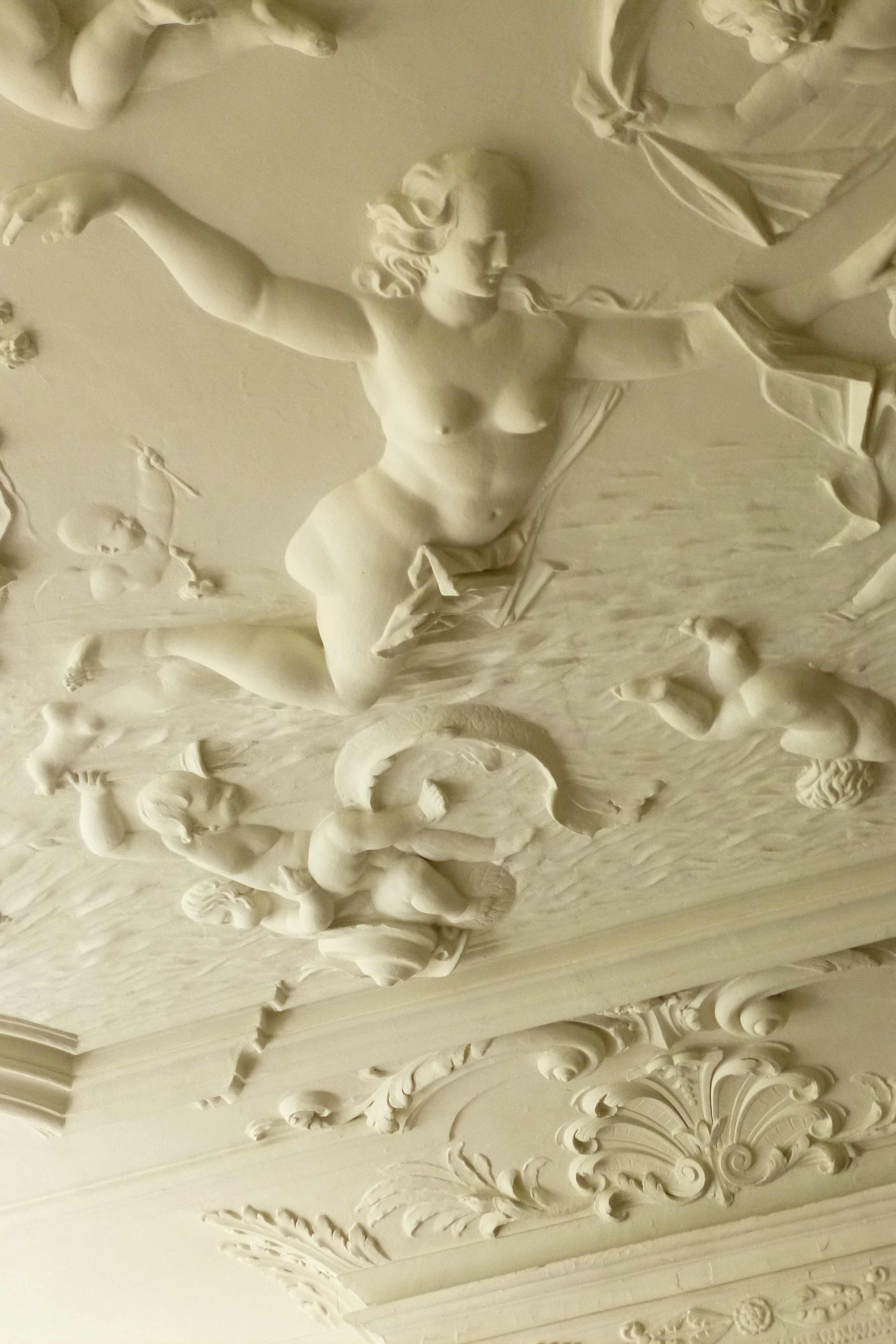
Nieuwe Herengracht 143 detail plafond met Venus (godin)
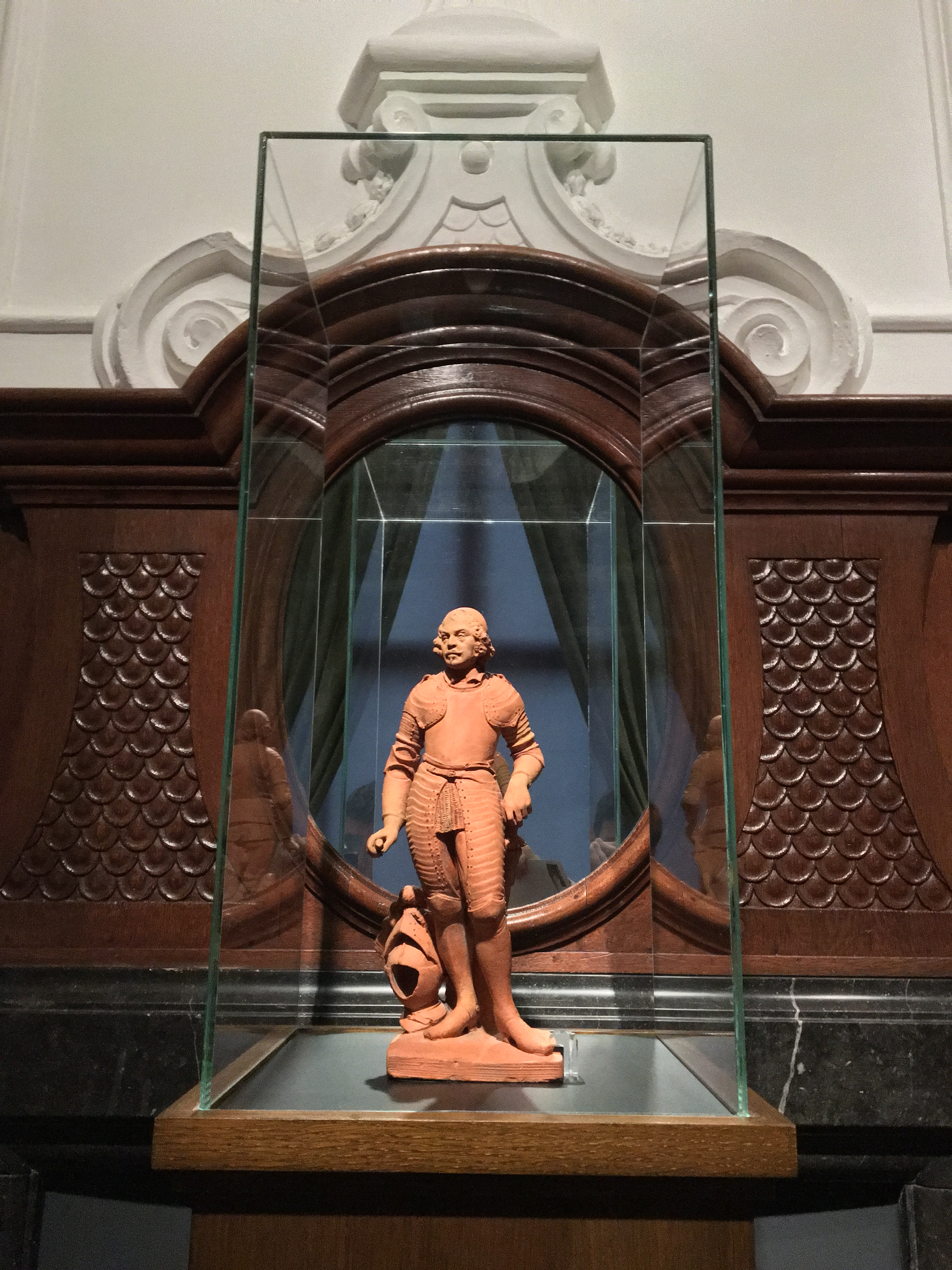
Johan Maurits van Nassau-Siegen

## Bron
P.M. Fischer (2005) Ignatius en Jan van Logteren. Beeldhouwers en stuckunstenaars in het Amsterdam van de 18e eeuw. Bezorgd door E. Munnig Schmidt, uitgegeven door Canaletto/Repro-Holland.[dode link]